# ウンベル・カステジャノス
ウンベルト・カステヤノス（Humberto Castellanos, 1998年4月3日- ）は、メキシコのハリスコ州テパティトランのプロ野球選手（投手）。右投右打。現在は、CPBLの中信兄弟所属。

## 経歴

### プロ入りとアストロズ時代
2015年にヒューストン・アストロズと契約してプロ入り。
2016年に傘下のルーキー級ドミニカン・サマーリーグ・アストロズでプロデビュー。13試合（先発11試合）に登板して1勝4敗、防御率4.29、32奪三振を記録した。
2017年はA-級トリシティ・バレーキャッツで3試合に登板して1勝0敗、防御率3.00、4奪三振、ルーキー級ガルフ・コーストリーグ・アストロズで1試合に登板して1勝0敗、防御率6.00、2奪三振、アパラチアンリーグのルーキー級グリーンビル・アストロズでは10試合（先発3試合）に登板して4勝1敗、防御率2.29、34奪三振を記録した。
2018年はA級クアッドシティーズ・リバーバンディッツで開幕を迎え、6月27日にA-級トリシティへ異動した。この年は2球団合計で23試合に登板して3勝2敗、防御率2.00、50奪三振を記録した。
2019年はAAA級ラウンドロック・エクスプレスで5試合に登板して0勝1敗、防御率1.42、10奪三振、A+級ファイエットビル・ウッドペッカーズで15試合に登板して1勝1敗、防御率3.16、27奪三振、A級クアッドシティーズで14試合に登板して3勝0敗、防御率3.22、46奪三振を記録した。6月には、A級ミッドウェストリーグのオールスターゲームに西地区の投手として選出された。11月には、第2回WBSCプレミア12にメキシコ代表として選出された。
2020年8月2日にメジャー契約を結んでアクティブ・ロースター入りし、4日のアリゾナ・ダイヤモンドバックス戦でメジャーデビュー。この年はメジャーで8試合に登板して0勝1敗、防御率6.75、12奪三振を記録した。
2021年1月18日にジェイソン・カストロの加入に伴ってDFAとなった。

### ダイヤモンドバックス時代
2021年1月29日にウェイバー公示を経てダイヤモンドバックスへ移籍した。
2024年シーズン終了後の10月14日にFAとなった。また、この年のオフには第3回プレミア12のメキシコ代表に2大会連続で選出された。

### 中信兄弟時代
2025年2月6日、台湾プロ野球の中信兄弟と契約した。

## 投球スタイル
投球フォームはサイドスローで、2017年以降は主にリリーフとして登板している。クイック投法に秀でており、第2回WBSCプレミア12の対日本戦にリリーフ登板した際には、代走として起用された一塁走者の周東佑京に盗塁を許さないまま、後続打者を打ち取った。この場面について、日本代表ヘッドコーチの金子誠は、「監督も判断を迷ったところだった」「相手ブルペンにクイックが早い投手がいることも分かっていた」と、背景を語っている。

## 詳細情報

### 年度別投手成績
| 年 度    | 球 団    | 登 板 | 先 発 | 完 投 | 完 封 | 無 四 球 | 勝 利 | 敗 戦 | セ 丨 ブ | ホ 丨 ル ド | 勝 率 | 打 者 | 投 球 回 | 被 安 打 | 被 本 塁 打 | 与 四 球 | 敬 遠 | 与 死 球 | 奪 三 振 | 暴 投 | ボ 丨 ク | 失 点 | 自 責 点 | 防 御 率 | W H I P |
| -------- | -------- | ----- | ----- | ----- | ----- | -------- | ----- | ----- | -------- | ----------- | ----- | ----- | -------- | -------- | ----------- | -------- | ----- | -------- | -------- | ----- | -------- | ----- | -------- | -------- | ------- |
| 2020     | HOU      | 8     | 0     | 0     | 0     | 0        | 0     | 1     | 0        | 0           | .000  | 51    | 10.2     | 12       | 2           | 5        | 0     | 2        | 12       | 0     | 0        | 8     | 8        | 6.75     | 1.59    |
| 2021     | ARI      | 14    | 7     | 0     | 0     | 0        | 2     | 2     | 0        | 1           | .500  | 196   | 45.2     | 48       | 7           | 15       | 0     | 2        | 29       | 0     | 0        | 26    | 25       | 4.93     | 1.38    |
| 2022     | ARI      | 11    | 9     | 0     | 0     | 0        | 3     | 2     | 0        | 0           | .600  | 194   | 44.1     | 50       | 7           | 12       | 0     | 4        | 32       | 2     | 0        | 29    | 28       | 5.68     | 1.40    |
| 2024     | ARI      | 7     | 0     | 0     | 0     | 0        | 0     | 0     | 1        | 0           | ----  | 48    | 10.1     | 11       | 0           | 4        | 0     | 2        | 7        | 1     | 0        | 6     | 6        | 5.23     | 1.45    |
| MLB：4年 | MLB：4年 | 40    | 16    | 0     | 0     | 0        | 5     | 5     | 1        | 1           | .500  | 489   | 111.0    | 121      | 16          | 36       | 0     | 10       | 80       | 3     | 0        | 69    | 67       | 5.43     | 1.41    |

- 2024年度シーズン終了時

### 年度別打撃成績
| 年 度    | 球 団    | 試 合 | 打 席 | 打 数 | 得 点 | 安 打 | 二 塁 打 | 三 塁 打 | 本 塁 打 | 塁 打 | 打 点 | 盗 塁 | 盗 塁 死 | 犠 打 | 犠 飛 | 四 球 | 敬 遠 | 死 球 | 三 振 | 併 殺 打 | 打 率 | 出 塁 率 | 長 打 率 | O P S |
| -------- | -------- | ----- | ----- | ----- | ----- | ----- | -------- | -------- | -------- | ----- | ----- | ----- | -------- | ----- | ----- | ----- | ----- | ----- | ----- | -------- | ----- | -------- | -------- | ----- |
| 2021     | ARI      | 14    | 7     | 6     | 1     | 3     | 0        | 0        | 1        | 6     | 5     | 0     | 0        | 0     | 1     | 0     | 0     | 0     | 1     | 0        | .500  | .429     | 1.000    | 1.429 |
| MLB：1年 | MLB：1年 | 14    | 7     | 6     | 1     | 3     | 0        | 0        | 1        | 6     | 5     | 0     | 0        | 0     | 1     | 0     | 0     | 0     | 1     | 0        | .500  | .429     | 1.000    | 1.429 |

- 2024年度シーズン終了時

### 年度別守備成績
| 年 度 | 球 団 | 投手（P） | 投手（P） | 投手（P） | 投手（P） | 投手（P） | 投手（P） |
| 年 度 | 球 団 | 試 合     | 刺 殺     | 補 殺     | 失 策     | 併 殺     | 守 備 率  |
| ----- | ----- | --------- | --------- | --------- | --------- | --------- | --------- |
| 2020  | HOU   | 8         | 0         | 1         | 0         | 0         | 1.000     |
| 2021  | ARI   | 14        | 4         | 7         | 0         | 0         | 1.000     |
| MLB   | MLB   | 22        | 4         | 8         | 0         | 0         | 1.000     |

- 2021年度シーズン終了時

### 背番号
- 72（2020年）
- 54（2021年 - 2022年, 2024年）
- 37（2025年 - ）

### 代表歴
- 2019 WBSCプレミア12 メキシコ代表
- 2024 WBSCプレミア12 メキシコ代表